# Плисунка
Плисунка (латыш. Plisunka; устар. Плысуница) — река на востоке Латвии. Левый приток реки Синяя (Зилупе). Протекает по территории Истренской волости Лудзенского края и Пасиенской волости Зилупского края.
Длина реки составляет 13 км, площадь водосборного бассейна 82,8 км².

## Гидрография
Вытекает из озера Плисунс (латыш. Plisūns) у населённого пункта Устье (латыш. Ustje), на высоте 150 метров над уровнем моря. От истока, примерно, 4 км течёт преимущественно на восток, затем, около впадения ручья Шкяунес и пересечения границы Истренской и Пасиенской волостей, преобладающим становится юго-восточное направление течения. Возле села Шушкова (латыш. Šuškova) Плисунку пересекает региональная автодорога P52 (Зилупе — Шкяуне — Эзерниеки). В нижнем течении, у впадения протоки из озера Шешку (латыш. Šešku ezers), поворачивает на северо-восток и течёт в этом направлении практически до самого устья, где делает крюк на юг в месте слияния с правым притоком — рекой Патмалишу, затем впадает в Зилупе по левой стороне в 174 км от её устья, на высоте 117 метров над уровнем моря.
| Название                               | Сторона впадения | Длина | Бассейн  | Координаты устья                |
| -------------------------------------- | ---------------- | ----- | -------- | ------------------------------- |
| ручей Шкяунес (латыш. Šķaunes strauts) | левая            | 4 км  | 16,9 км² | 56°13′12″ с. ш. 28°04′28″ в. д. |
| река Патмалишу (латыш. Patmalīšu upe)  | правая           | 6 км  | 5,2 км²  | 56°12′17″ с. ш. 28°09′33″ в. д. |